# جوئة (حديبو)

تعديل مصدري - تعديل

جوئة إحدى قرى مديرية حديبو التابعة لمحافظة سقطرى، بلغ تعداد سكانها 17 نسمة حسب تعداد اليمن لعام 2004.